# أليكسي رودين
أليكسي رودين (5 أبريل 1984 - ) هو لاعب كرة قدم روسي في مركز الوسط. لعب مع سبارتاك موسكو ولوكوموتيف موسكو وFC Spartak Tambov ‏ وFC Ryazan (2010) ‏ وFC Zelenograd ‏ وFC FSA Voronezh ‏ وFC Ryazan ‏.